# Maurus Servius Honoratus

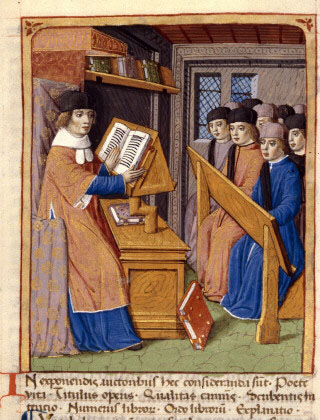
Robert Gaguin: Servius se žáky komentuje Vergiliovo dílo, iluminace ve francouzském rukopisu 15. století

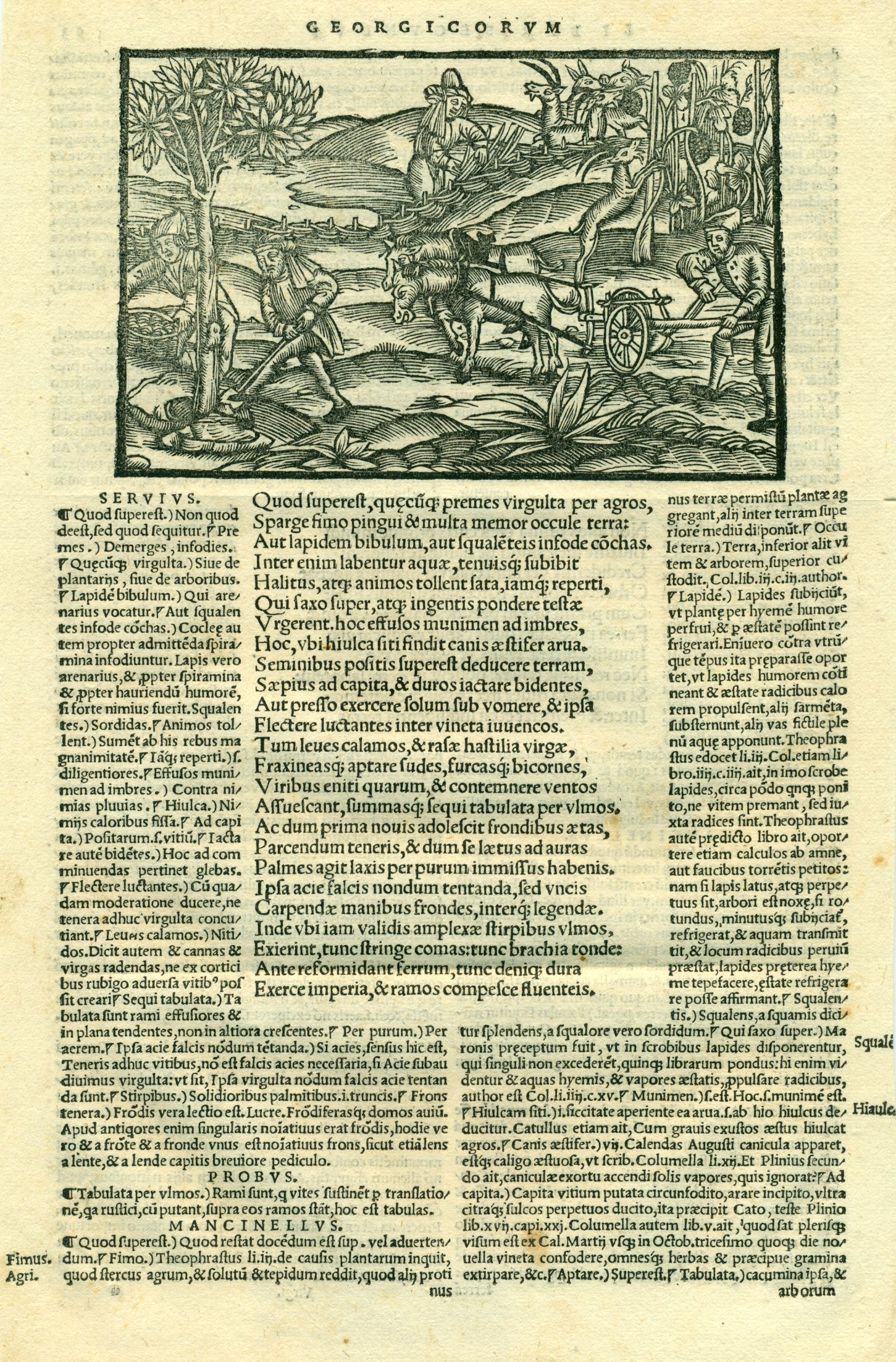
Vergiliova Gerorgica se Serviovým komentářem v levém sloupci, 1. tištěné vydání, Basilej 1544

Maurus Servius Honoratus (4.–5. stol. n. l.)  byl pozdně antický římský učenec a pedagog; sám sebe nazýval gramatik a vydával komentované edice Vergiliových spisů. 

## Život
Byl učitelem literatury, gramatikem a pohanem. V jeho spisech není stop po křesťanství, což bylo pro pohanské autory 5. století typické. Pravděpodobně byl mladším současníkem Aelia Donata. Jinak o jeho životě a působení není nic známo. 

## Dílo
- Centum metris – souhrn časomíry používaných v římské poezii
- De metris Horatianis – diskuse o Horaciových metrech.
- De finalibus – diskuse o zakončení deklinace a latinské konjugace
- Commentarius in artem Donati – komentář k Malé gramatice /Ars maior od Aelia Donata.

Servius je nejznámější třemi spisy komentářů k Vergiliově poezii: 
- In Vergilii Bucolicon libros – komentář k Eklogu (tj. Bukolikám)
- In Vergilii Georgicon libros – komentář ke Georgice
- In Vergilii Aeneidos libros – komentář k Aeneidě

Komentáře jsou velmi podrobné, v některých pasáže dokonce řádek po řádku. Díky tomu je dílo Serviovo dílo ucelenou výpovědí o jeho znalostech starověké literatury, kultury a bohatým zdrojem citací jinak ztracených děl římské poezie.